# Aberfan

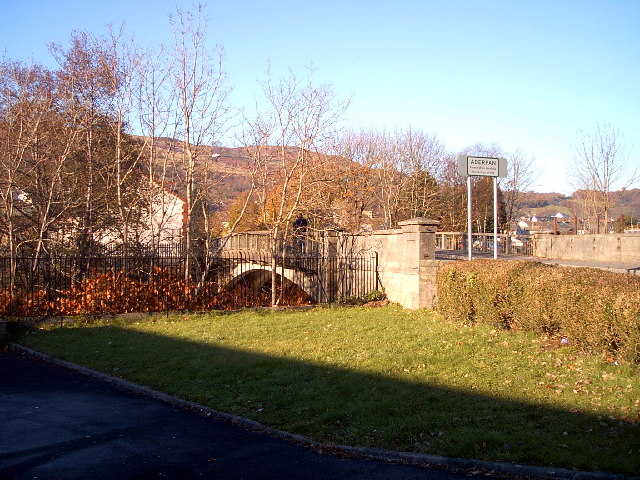
Ortseingang

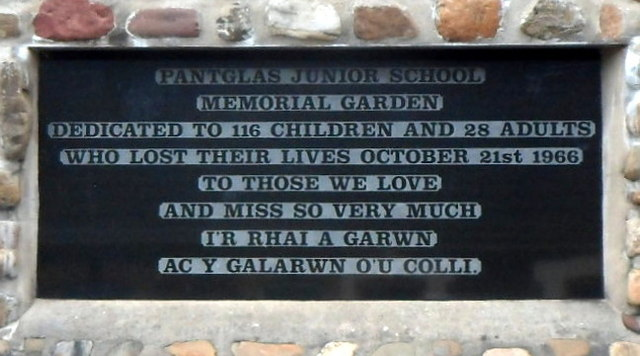
Gedenktafel nahe der zerstörten Pantglas Junior School

Aberfan (walisisch [ˌabɛrˈvan]) ist ein durch Bergbau geprägtes Dorf im Tal des River Taff südlich von Merthyr Tydfil (walisisch Merthyr Tudful) in der gleichnamigen Principal Area in Südwales und somit Teil der South Wales Valleys. Internationale Aufmerksamkeit erreichte das Dorf durch die Bergbau-Katastrophe von Aberfan mit 144 Toten (darunter 116 Kinder), die sich 1966 hier ereignete.

## Verkehr
Aberfan liegt an der A470, A4045 und B4273. Am gegenüberliegenden Flussufer in der Gemeinde Merthyr Vale liegt der Bahnhof Merthyr Vale (walisisch Ynysowen), der an der Bahnstrecke Merthyr Tydfil–Cardiff liegt und halbstündlich von Zügen der Gesellschaft Transport for Wales/Trafnidiaeth Cymru bedient wird.